# خط یخبندان
خط یخبندان که خط انجماد و ژرفای یخبندان نیز نامیده می‌شود، به عمقی گفته می‌شود که انتظار می‌رود در آن، آب‌های زیرزمینی موجود در خاک منجمد شود. ژرفای یخبندان به شرایط اقلیمی یک منطقه، ویژگی‌های انتقال گرمایی خاک و مواد مجاور و منابع گرمایی نزدیک آن بستگی دارد. به‌عنوان نمونه، پوشش برفی و آسفالت مانند یک عایق حرارتی عمل کرده و می‌تواند زمین و خانه‌ها را گرم کند (همچنین مقاله جزیره گرمایی شهری را ببینید).
خط یخبندان نسبت به عرض جغرافیایی نیز تغییر می‌کند و در عرض‌های نزدیک‌تر به مناطق قطبی، ژرف‌تر می‌شود. بر پایه داده‌های اداره بزرگ‌راه‌های فدرال آمریکا، بیشترین ژرفای یخبندان مشاهده‌شده در خاک اصلی ایالات متحده بین ۰ تا ۲٫۴ متر است. در ژرفای بیشتر از این اعداد، گرمای زمین متغیر بوده اما همیشه بالای ۰ درجه سلسیوس است.
از سوی دیگر، در مناطق واقع در شمالگان و جنوبگان، ژرفای یخبندان آنقدر عمیق است که باعث انجماد خاک در تمام طول سال می‌شود و اصطلاح ژرفای یخ‌گشایی (thaw depth) یا خط ذوب که نشان‌دهنده ژرفایی است که دمای خاک به صفر درجه می‌رسد؛ به‌جای ژرفای یخبندان به‌کار می‌رود. سرانجام در مناطق استوایی، خط یخبندان ممکن است اشاره به ارتفاعی جغرافیایی باشد که در پایین‌تر از آن ارتفاع، یخبندان روی نمی‌دهد.
اصطلاح جبهه یخبندان (Frost front) نیز به موقعیت متغیر خط یخبندان در طول دوره‌های فصلی انجماد و ذوب اشاره دارد.